# 星野楽器
星野楽器株式会社（ほしのがっき、英: Hoshino Gakki Co., Ltd.）は、楽器の製造・販売などを行う企業である。有名なブランドとしてエレクトリックギターおよびアンプのアイバニーズ、ドラムセットのTAMAを有している。

## 沿革
| 西暦   | 元号     | 沿革 |
| ------ | -------- | --- |
| 1908年 | 明治41年 | 星野書店の楽器部として創業                                                                                          |
| 1929年 | 昭和04年 | 合資会社星野楽器店を設立                                                                                            |
| 1962年 | 昭和42年 | 多満製作所を設立 エレクトリックギター、ギターアンプの自社制作を開始                                                 |
| 1972年 | 昭和47年 | アメリカの楽器販売会社ELGER CO.を買収                                                                               |
| 1981年 | 昭和56年 | 株式会社に組織変更。商号を星野楽器株式会社とする ELGER CO.をHOSHINO INC.に改名 多満製作所を星野楽器製造（株）に改名 |
| 2002年 | 平成14年 | オランダの楽器販売会社SERLUI B.V.を買収                                                                             |
| 2007年 | 平成19年 | SERLUI B.V.をHOSHINO BENELUX B.V.に社名変更 愛知県尾張旭市にIbanez ギター開発センターを開設                         |
| 2008年 | 平成20年 | 創業100周年を迎える                                                                                                 |
| 2009年 | 平成21年 | 星野楽器株式会社と星野楽器製造株式会社が合併                                                                        |
| 2014年 | 平成26年 | 星野楽器株式会社 新本社ビル完成                                                                                     |
| 2017年 | 平成29年 | HOSHINO BENELUX B.V.をオランダ・マイドレヒトに移転 同時に社名をHOSHINO EUROPE B.V.に変更                            |
| 2023年 | 令和04年 | 愛知県尾張旭市にIbanez DIVISION 尾張旭オフィスを開設                                                                |

## 事業所
- 本社（愛知県名古屋市東区）
- 三郷ディストリビューションセンター（愛知県尾張旭市）
- アイバニーズ ギター開発センター（愛知県尾張旭市）
- 暁工場（愛知県瀬戸市）
- 欧州駐在員事務所（オランダ）
- L.A.マーケティングオフィス（アメリカ）
- 中国青島駐在員事務所（中国）
- 中国広州駐在員事務所（中国）

## グループ企業
- 星野楽器株式会社 - 弦楽器・打楽器・電子楽器の企画設計・開発業務及び輸出入業務、海外市場開拓、海外卸販売。
- 星野楽器販売株式会社 - 弦楽器・打楽器・電子楽器及び付属品の国内販売。
- HOSHINO（USA）INC. - アメリカ合衆国法人。弦楽器・打楽器・電子楽器及び付属品の販売。
- HOSHINO BENELUX B.V. - オランダ法人。弦楽器・打楽器・電子楽器及び付属品の販売。
- 広州星野楽器製造有限公司 - 中国法人。打楽器及び付属品の製造。

## 主な使用アーティスト
アイバニーズブランドの主な使用者はアイバニーズ#主な使用アーティスト参照。
TAMAブランドの主な使用者はTAMA Drums#主な使用アーティスト参照。